# Pangar (rivière)
Ne doit pas être confondu avec Pangar.
Le Pangar, affluent en rive droite du Lom, est une rivière au Cameroun. 
Avec une direction générale nord-sud, il prend sa source dans le massif de l'Adamaoua et est long de 210 km avec un dénivelé de 645 mètres et une pente moyenne est de 3,06 ‰.
Les rivières de la région de l'Adamaoua ont un régime hydrologique qui est lié aux précipitations.

## Cours
Le Pangar est une rivière du Cameroun, affluent de rive droite du Lom. Il prend sa source dans le massif de l'Adamaoua. Son cours s'étend sur 210 km avec un dénivelé de 645 mètres. La rivière a une direction générale nord-sud. Il traverse des zones de plateaux disséqués par l'érosion fluviale. Le Pangar rejoint le Lom, qui se jette ensuite dans la Sanaga. Le Pangar fait partie du bassin versant de la Sanaga. Une zone de faille importante passe par le Pangar.

### Géologie
La géologie de la région du Pangar est principalement constituée de roches du socle précambrien ou "formation de base".
On trouve des gneiss à amphiboles, des gneiss à grenats, des leptynites, des leptynites grenatifères, des grenatites et des quartzites à minéraux dans le complexe de base de la région.
Des orthogneiss sont également présents au coude du Pangar.
Le socle précambrien a subi une tectonique importante, avec des plissements et des fractures.
Des roches éruptives anciennes, essentiellement granitiques, ont traversé les formations cristallophylliennes du Précambrien.

### Hydrologie
Les données hydrologiques spécifiques sur le Pangar ne sont pas détaillées. Etant un affluent de la Sanaga, son régime hydrologique est influencé par les mêmes facteurs que l'ensemble du bassin.
Le régime hydrologique du Pangar est généralement calqué sur le régime pluviométrique, caractérisé par une abondance et une variabilité saisonnière et une irrégularité interannuelle.
L'étude des débits de basses eaux, de hautes eaux, des modules et du bilan hydrologique sont des éléments d'analyse pour les rivières de la région.
Le tarissement des rivières en saison sèche est dû à la vidange des nappes souterraines.

### Végétation et sols
La région du bassin de la Sanaga est couverte de savanes herbeuses, de savanes arbustives et de formations édaphiques.
Les sols dominants sont les sols ferrallitiques rouges dérivés de roches métamorphiques acides.

### Hydrométrie
La pente moyenne du Pangar est de 3,06 ‰. Les données hydrométriques spécifiques à la rivière Pangar sont peu disponibles, mais l'étude (voir bibliographie) souligne l'importance du suivi des données hydrométriques et de l'analyse des débits dans la région.

## Aujourd'hui

### Environnement
Le Pangar traverse une région où l'on trouve des ortogneiss. Le massif de Kongolo, intrusif dans la série du Lom et les granites syntectoniques anciens, se situe dans le bassin de la Sanaga, au nord de Bétaré-Oya, au niveau du coude du Pangar. Les roches du socle précambrien sont traversées de roches éruptives, principalement des roches granitiques.

### Activités humaines, aménagements et économies
Peu d'informations spécifiques sur les activités humaines et les aménagements directement liés à la rivière Pangar sont disponibles.
Les aménagements hydroélectriques dont le barrage de Lom Pangar ont une incidence sur l'écoulement global, mais pas directement sur la Pangar.